# 兹维·扎米尔
兹维.扎米尔，（拉丁转写：Zvi Zamir，1925年3月3日—2024年1月2日），以色列政治人物、以色列國防軍退役少將，情治系統領導人。
在1968至1974年时，任以色列情報特務局（俗稱摩薩德）局长，他也是以色列X委员会的主要委员。
上帝之怒行動與不老泉行動在他的领导下，摩萨德成功猎杀了黑色九月十名参与慕尼黑惨案主要的幕後黑手。但由于利勒哈默尔暗杀事件导致摩萨德受到国际社会的批评，扎米尔因而下臺，同年梅爾夫人也宣布卸任以色列总理。

## 延伸閱讀
- "Preventive measures" （页面存档备份，存于） Zamir interview in 2006.
- One Day in September, (1999), a documentary by Kevin Macdonald.
- Raviv, Dan and Melman, Yossi. Every Spy a Prince: The Complete History of Israel's Intelligence Community. Boston: Houghton Mifflin Company, 1990. ISBN 0-395-47102-8  p. 179